# Gabriela Soukalová
Gabriela Soukalová, née le 1er novembre 1989 à Jablonec nad Nisou, est une biathlète tchèque. Elle est double médaillée d'argent sur la mass-start et le relais mixte ainsi que médaillée de bronze sur le relais féminin aux Jeux olympiques d'hiver de 2014. Elle compte également six médailles aux Championnats du monde, dont deux titres mondiaux, l'un obtenu en équipe sur l'épreuve du relais mixte en 2015 et l'autre individuellement sur le sprint en 2017. Elle est détentrice de six petits globes de cristal : ceux l'Individuel en 2013-2014, du sprint, de la poursuite et de la mass start en 2015-2016, du sprint et de la mass start en 2016-2017. Elle est montée à trente-huit reprises sur le podium d'une compétition individuelle en Coupe du monde et totalise dix-sept victoires.
Gabriela Soukalová remporte pour la première fois le gros globe de cristal du classement général de la Coupe du monde de biathlon féminine au terme de la saison 2015-2016. Elle est la dauphine de Laura Dahlmeier lors de l'édition suivante  2016-2017. Victime d'une blessure au mollet, elle est contrainte de rater la saison 2017-2018, celle des Jeux olympiques d'hiver de 2018. Elle annonce en avril 2018 qu'elle n'a pas l'intention de disputer la saison suivante, et qu'elle met un terme à sa carrière sportive, tout en laissant la porte ouverte à un éventuel retour. En mai 2019, Gabriela Soukalová confirme qu'elle a bien pris sa retraite du biathlon. De 2016 à 2020, elle porte son nom de mariage avec Petr Koukal, disputant ses dernières années de compétition sous le nom de Gabriela Koukalová.

## Biographie
Elle est la fille de Gabriela Svobodová, une ancienne fondeuse médaillée aux Jeux olympiques et de Karel Soukal, skieur et entraîneur. Très jeune, elle pratique le ski classique, puis s'oriente vers le biathlon, tout en suivant des études en art. Elle pratique le piano et a interprété des chansons de variété au cours de quelques apparitions télévisées.
En 2016, elle épouse le joueur tchèque de badminton Petr Koukal et devient jusqu'à la fin de sa carrière sportive Gabriela Koukalová, mais début mars 2021, la presse tchèque annonce qu'ils se sont séparés, qu'elle reprend son nom de jeune fille, et qu'elle attend un enfant avec son nouveau compagnon Milos.

### Saison 2012-2013: premières victoires
Gabriela Soukalová se fait remarquer une première fois sur la scène internationale en remportant le titre du relais aux Championnats du monde junior en 2009 aux côtés de Veronika Zvařičová et Veronika Vítková.
Ce n'est cependant que plus de trois ans plus tard, au cours de la 3e étape de la coupe de monde 2012-2013 à Pokljuka, que Gabriela Soukalová se révèle au plus haut niveau. Elle remporte ainsi, le 14 décembre 2012, sa première victoire en Coupe du monde (sprint), puis termine à deux reprises sur le podium avec une deuxième place sur la poursuite et une troisième sur la mass-start. Ce premier succès obtenu avec 2 secondes d'avance sur Miriam Gössner, pourtant  très rapide sur les skis, est dû avant tout à un sans-faute au tir. Soukalova réussit également un sans-faute lors de la poursuite, mais est battue au sprint par Gössner, revenue de l'arrière. Dans la mass-start, malgré deux fautes au tir couché, elle remonte de la 10e  à la 3e  place, à la faveur d'un nouveau sans-faute au tir debout. À la suite des épreuves de Pokljuka, Soukalova devient la surprenante dauphine de Tora Berger au classement général.
Le début d'année 2013 ne confirme pas les excellentes dispositions de Pokljuka et Soukalova n'obtient pas mieux qu'une 10e place à Antholz. Son meilleur résultat individuel lors des mondiaux de Nové Město na Moravě est une décevante douzième place sur l'Individuel. Elle obtient cependant une première médaille, en bronze, aux championnats du monde sur le relais mixte où l'équipe tchèque, composée également de Veronika Vítková, Jaroslav Soukup et Ondřej Moravec se classe troisième.
Après une série de performances quelconques, elle termine la saison de façon magistrale, lors de l'étape finale de la coupe du monde à Khanty-Mansiïsk, en s'adjugeant un superbe triplé. Le 14 mars 2013, elle remporte tout d'abord le sprint  grâce un sans-faute au tir, devançant les Allemandes Henkel et Gössner. Deux jours plus tard, elle récidive sur la poursuite : au coude-à-coude avec Soukalova lors de l'ultime séance de tir, l'Ukrainienne Vita Semerenko commet 3 erreurs et laisse s'envoler la Tchèque pour remporter la première poursuite de sa carrière. Enfin, sur la mass-start, un scénario proche de celui de la poursuite voit Soukalova dépasser Semerenko lors de la dernière séance de tir et de réaliser le seul sans-faute de l'épreuve . Ces trois victoires lui permettent de remonter de la 11e à la 6e place du classement général de la Coupe du monde. Soukalova est l'incontestable révélation de la saison, en remportant plus de victoires que Gössner ou Domracheva et en ayant montré un étonnant sang-froid lors des ultimes séances de tir debout.

### Saison 2013-2014: 3 médailles olympiques et petit globe

#### Début de saison
Dès la première épreuve de la coupe du monde 2013-2014 elle s'empare de la première place du classement général. Ses victoires sur les Individuels d'Östersund et de Ruhpolding lui permettent de remporter le petit globe de la spécialité, le premier de sa carrière. Au cours de la poursuite de Ruhpolding, elle réalise un tir sans-faute qui lui permet de résister au retour de Tora Berger et de s'imposer. Elle accentue alors son avance au classement général de la coupe du monde avec 46 points de plus que Mäkärainen et 51 points de plus que Berger. Mais à Antholz, dernière étape avant les Jeux olympiques, elle commet quatre fautes lors de l'épreuve de sprint et est disqualifiée pour non-respect des règles de sécurité, ce qui l'empêche de participer à la poursuite. Elle cède ainsi la première place du classement général.

#### Jeux olympiques de Sotchi
Elle débute mal les Jeux de Sotchi, en commettant trois erreurs lors du premier tir de la première épreuve, le sprint. Sa vitesse sur les skis et sa seconde séance de tir lui permettent cependant de terminer vingt-neuvième.
Elle réussit une fantastique remontée au cours de la poursuite en effectuant un sans-faute aux trois premières séances de tir. Au moment du dernier passage sur le pas de tir, elle pointe en troisième position derrière Domracheva et Berger. Elle commet une erreur et se fait dépasser par la Slovène Gregorin qui lui prend la place sur le podium pour cinq secondes .
Sur l'Individuel, Soukalova commet une erreur sur la première séance de tir debout, mais sa cadence sur les skis lui permet de postuler à la médaille. Comme lors de la poursuite, elle commet une erreur dans la dernière séance, qui la pénalise d'une minute supplémentaire, permettant à la Suissesse Gasparin et la Biélorusse Skardino de lui passer devant. Elle termine quatrième de cette course à 1 minute 57 de la Biélorusse Darya Domracheva.
Sur la mass start qui clôt la compétition le 17 février 2014, elle réalise trois séances de tirs parfaites, n'étant devancée que par Domracheva, plus rapide qu'elle en ski. Lors de la dernière séance de tir debout, Domracheva commet sa première erreur et, en cas de sans faute Soukalova a l'occasion de prendre la tête. Mais comme lors de la poursuite et lors de l'Individuel, une balle lui échappe. Elle doit se contenter de la médaille d'argent, terminant finalement à 20 secondes de la Biélorusse.
La première compétition de relais mixte olympique de l'histoire du biathlon sourit à l'équipe tchèque, composée de Soukalova Veronika Vítková, Jaroslav Soukup et Ondřej Moravec, qui remporte la médaille d'argent.
À l'issue de la dernière course féminine des Jeux, le relais, elle obtient sa troisième quatrième place en compagnie d'Eva Puskarčíková, Jitka Landová et Veronika Vítková. Cependant, sur décision du CIO en novembre 2017, le relais russe, initialement 2e, est déclassé pour un dopage avéré, de sorte que l'équipe tchèque est récompensée de la 3e place, synonyme de médaille de bronze.
Le bilan des Jeux est très positif pour cette jeune athlète de 24 ans : deux médailles d'argent, une médaille de bronze et deux 4e place.
L'équipe tchèque de biathlon rentre triomphalement au pays toute auréolée de ses trois médailles d'argent et de ses deux de bronze. Elle héritera d'une 3e médaille de bronze après déclassement de l'équipe russe en relais féminin.

#### Fin de saison
Gabriela Soukalova découvre la pression des sollicitations médiatiques et perd le fil des épreuves de coupe du monde. Elle est absente de l'étape de Pokljuka pour raisons de santé et voit s'éloigner le podium du général de la coupe du monde. Elle revient à  Kontiolahti où elle termine troisième du sprint derrière Kaisa Makarainen et Tora Berger, puis dégringole à la 29e place sur la poursuite, après avoir commis 7 erreurs au tir. Elle obtient des résultats moyens lors de l'étape finale d'Oslo et termine finalement à la 4e place du classement général de la Coupe du monde derrière Mäkärainen, Berger et Domracheva.

### Saison 2014-2015: 2 médailles aux championnats du monde

#### Début de saison
Les cinq premières épreuves de la coupe du monde 2014-2015 se soldent par des résultats en dessous de ses potentialités, le meilleur classement étant une 18e place à Hochfilzen. Les tirs sont imprécis (79 % de réussite) et le niveau de ski est en deçà des performances de la saison précédente.
Au cours de la troisième étape à Pokljuka, elle renoue avec la victoire en gagnant le sprint devant Dorothea Wierer et Valj Semerenko, grâce à un 10/10 au tir. Mais elle retombe dans ses travers sur la poursuite (5 fautes), avant de réaliser un nouveau sans-faute dans la mass start (4e place). En janvier elle obtient des places d'honneur à Oberhof et Ruhpolding qui lui permettent de se hisser de nouveau dans le top 10 du classement général de la coupe du monde. Les épreuves d'Antholz sont décevantes et montrent sa difficulté à s'adapter à une altitude de 1 800 m.
L'étape suivante se déroule devant son public à Nove Mesto. Soukalova est convaincante dans le relais mixte où la Tchéquie monte sur la deuxième marche du podium. Mais le lendemain, sa performance dans le sprint est décevante. Placée au 20e rang au départ de la poursuite à plus d'une minute de l'Allemande Dahlmeier, elle effectue une belle remontée grâce à un tir parfait et recolle au peloton de tête avant le dernier tir. Mais Soukalova se crispe et commet deux erreurs qui la repoussent hors d'un podium qui lui tendait les bras.
Deux places d'honneur à Oslo lui permettent d'atteindre la 7e place du classement général de la coupe du monde avant les championnats du monde de Kontiolahti.

#### Championnats du monde 2015
En ouverture des championnats, Gabriela Soukalova remporte le titre mondial du relais mixte en compagnie de Veronika Vitková, Michal Šlesingr et Ondřej Moravec devant la France. À cette occasion, elle réalise un sans-faute au tir et résiste au rythme imposé par Domracheva et Mäkäräinen. Elle enchaîne par une contre-performance au sprint avec 3 erreurs au tir debout et une cadence insuffisante en ski. Elle concède ainsi 1 minute 40 secondes à la nouvelle championne du monde, Marie Dorin-Habert. Soukalova se rachète sur la poursuite avec une seule erreur en tir et une 5e place.
Le 15 km individuel programmé le 11 mars 2015 donne l'occasion à Soukalova de renouer avec le succès. Elle écope d'une seule minute de pénalité, lors de l'ultime séance, et réalise un bon temps final. Les autres favorites se succèdent après elle, mais ne parviennent pas à la battre : Wierer pour 1 seconde et 6 dixième et Dahlmeier pour 20 secondes. La course de Mäkärainen partie avec le dossard 36 est une réussite : avec 2 minutes de pénalité et un retard de 38 secondes à 3 km du but, elle paraît largement battue. Pourtant, la Finlandaise avale la dernière boucle et vient finalement échouer pour une seconde et deux dixièmes. Soukalova croit avoir course gagnée lorsqu'Ekaterina Yurlova, 30 ans, 61e au général de la coupe du monde et sans aucune référence sur la discipline, s'élance avec le dossard 93. La Russe réussit le seul sans-faute du jour et résiste bien sur les skis, ce qui lui permet finalement de créer la surprise et devancer Soukalova de 23 secondes. Malgré ce scénario inattendu, Soukalova retient l'aspect positif d'être parvenue à décrocher une médaille alors qu'elle n'envisageait qu'une place parmi les cinq premières.
Dans le relais féminin, Soukalova réalise un sans-faute et passe le relais à mi-course à deux secondes seulement de la tête, mais ses deux dernières coéquipières, Landova et Vitkova, craquent au tir et font des tours de pénalité, la Tchéquie terminant finalement à une décevante 7e place. Dans l'épreuve finale de la mass start, elle fait la course aux avant-postes, luttant pour la médaille avec Semerenko et Preuss. Soukalova commet sa seule erreur dans la dernière séance de tir et rétrograde à la 5e place, clôturant ainsi des championnats plutôt positifs pour celle qui n'est pas passée loin d'un titre.

#### Fin de saison
Gabriela Soukalovà achève sa saison sur des places d'honneur et une deuxième place à la mass start de Khanty-Mansiisk, battue de quelques secondes par Laura Dahlmeier. Après un début de saison laborieux, elle termine au classement général de la coupe du monde à une belle sixième place.

### Saison 2015-2016: grand globe et 3 petits globes

#### Début de saison
Gabriela Soukalová s'empare de la première place du classement général dès la première étape de la coupe du monde 2015-2016 à Östersund, en y remportant l'épreuve de sprint avec un sans-faute et en engrangeant deux 5e places sur l'individuel et la poursuite. Elle enchaîne dix courses avec une grande régularité, toujours classée entre la deuxième et la huitième place. En janvier, elle renoue avec la victoire sur la deuxième mass start de Ruhpolding où elle parvient à devancer les Allemandes Hildebrand et Dahlmeier. Elle poursuit avec des places d'honneur à Antholz et à Canmore, lui permettant de conforter sa première place au classement général.
Lors de l'étape de Presque Isle, elle triomphe en remportant les trois courses auxquelles elle participe : le sprint avec un sans-faute au tir, la poursuite dans des conditions météorologiques délicates et le relais. Avant les championnats du monde, Gabriela Soukalová possède une marge importante sur ses concurrences directes : avec 883 points, elle devance confortablement Marie Dorin-Habert (748 points) et Dorothea Wierer (740 points).

#### Championnats du monde 2016
Aux championnats du monde d'Oslo, Gabriela Soukalová fait figure de favorite. Sur le sprint, elle commet une faute au tir couché, ce qui la relègue à la 32e place à la fin de la première boucle. Son 5/5 au tir debout lui permet de remonter à la sixième place à l'issue de la deuxième boucle. Le dernier tour lui permet encore de progresser de deux places, elle échoue au pied du podium devancée de 18 secondes par Laura Dahlmeier qui rafle la médaille de bronze derrière Tiril Eckhoff et Marie Dorin-Habert.
L'épreuve de poursuite des championnats du monde débute mal pour Gabriela Soukalová qui fait quatre erreurs sur ses tirs couché. À mi-parcours, elle est reléguée à la 26e place à près de deux minutes des meilleures. Elle réalise le meilleur temps de la troisième boucle, remontant à la 15e place, mais une nouvelle faute dans la dernière séance de tir l'empêche de se rapprocher de la tête. Elle s'accroche dans le dernier kilomètre et finit à la 11e place, son plus mauvais classement de toute la saison. Laura Dahlmeier remporte le titre devant Dorothea Wierer et Marie Dorin-Habert.
L'Individuel s'inscrit dans la lignée de la poursuite avec une faute dès la première séance de tir couché de sorte que Gabriela Soukalová est reléguée à la 44e place à l'issue de la première boucle. Deux sans-faute successifs lui permettent de remonter jusqu'à la septième place. Mais, une nouvelle minute de pénalité écopée à la dernière séance de tir debout la prive de podium. Elle termine à la cinquième place, juste derrière sa compatriote Veronika Vitková, mais loin des Françaises Marie Dorin-Habert et Anaïs Bescond qui réalisent le doublé.
La dernière chance de médaille pour Soukalová repose sur l'épreuve de mass start. La première séance de tir se conclut par un sans-faute, mais Soukalová perd un bâton, ce qui l'oblige à des efforts supplémentaires. Une faute dans la deuxième séance la repousse à la 18e place. Mais elle parcourt la troisième boucle en effectuant le meilleur temps. Son 10/10 sur les tirs debout lui permet de grimper à la seconde place, talonnée par Laura Dahlmeier et Kaisa Makarainen. Le podium se joue dans les deux derniers kilomètres entre les trois concurrentes, loin derrière Marie Dorin-Habert intouchable pour le titre mondial. La dernière montée est fatale à Soukalová qui laisse partir ses deux adversaires sans pouvoir réagir. C'est une nouvelle 4e place qui l'attend à l'arrivée, concluant ainsi des championnats du monde en demi-teinte, où les relais tchèques mixte et féminin n'ont par ailleurs pas connu la réussite (sixième à chaque fois), malgré deux sans-faute au tir de Soukalova.

#### Fin de saison
À l'issue des mondiaux, Gabriela Soukalová n'a plus que 69 points d'avance au classement général sur Marie Dorin-Habert qui est devenue son unique rivale pour le grand globe de cristal car Dorothea Wierer est désormais reléguée à 150 points. Les trois épreuves de l'étape finale de Khanty-Mansiisk vont servir de juge de paix pour départager la Tchèque et la Française.
Le jeudi 17 mars 2016, Gabriela Soukalovà s'élance dans l'ultime épreuve de sprint de la saison avec le dossard 38. Son état physique suscite quelques inquiétudes car elle a souffert d'un mal de gorge durant la semaine. Dès la première séance de tir, son sans-faute l'amène à la 5e place au premier chrono intermédiaire, avec quelques secondes d'avance sur Marie Dorin-Habert. Elle effectue un second sans-faute lors de la séance de tir debout et réalise le meilleur temps lors du second chrono intermédiaire, alors que Marie Dorin-Habert commet une faute. Dans les derniers hectomètres, Soukalová cède du terrain sur Kaisa Makarainen qui s'impose avec 3 secondes d'avance, malgré une faute au tir. Marie Dorin-Habert, 10e, perd 23 points sur Soukalová au classement général de la coupe du monde. Gabriela Soukalová s'adjuge pour la première fois de sa carrière le petit globe du sprint devant Marie Dorin-Habert et Dorothea Wierer.
Le samedi 19 mars 2016, Gabriela Soukalová a un double objectif lors de la poursuite : terminer au moins neuvième pour s'assurer le gain du grand globe et préserver sa courte avance sur Dorothea Wierer pour le classement final de la spécialité. Partie aux avant-postes avec Kaisa Makarainen et Marte Olsbu, elle reste solide aux séances de tir en réalisant un 9/10 au tir couché et un  9/10 au tir debout. Dans le dernier kilomètre, elles sont six à se disputer la victoire de cette poursuite. Kaisa Makarainen place une accélération décisive et Marie Dorin-Habert s'échappe à son tour. Gabriela Soukalová prend la quatrième place dans le sillage de Dorothea Wierer. Le double objectif est donc atteint : lauréate du grand globe et du petit globe de la spécialité.
La mass start du lendemain ne peut se dérouler du fait des conditions météorologiques et Gabriela Soukalová, en tête du classement de la discipline, remporte le petit globe sans avoir à lutter contre Marie Dorin-Habert qui n'avait que 5 points de retard.

#### Bilan
Malgré l'absence de médailles à Oslo, le bilan de la saison est très positif avec 4 globes remportés sur 5 possibles, dont celui du classement général. Elle a atteint un niveau remarquable en tir : 12 fautes sur 205 balles en tir couché et 19 fautes sur 205 balles en tir debout, soit 92,4 % de réussite, ce qui fait d'elle la tireuse la plus précise de toutes les biathlètes ayant gagné la coupe du monde devant Helena Ekholm (89,6 % en 2008-2009) et Tora Berger (89,4 % en 2012-2013). Cette précision lui a permis d'effectuer un parcours d'une exemplaire régularité : elle a obtenu au moins 30 points dans chacune des 25 épreuves. Elle bat le record du nombre de places dans le Top 10 au cours d'une saison avec 96 % (24 sur 25), surpassant Domracheva en 2011/12 (92,5 %) et Forsberg en 1999/2000 (92 %).
Après Magdalena Forsberg, Magdalena Neuner et Tora Berger, elle devient la quatrième biathlète de l'histoire à avoir remporté les cinq globes au cours de sa carrière. Au terme de cette saison 2015-2016, elle occupe la septième place au palmarès de toutes les éditions de la coupe du monde depuis sa création.

### Saison 2016-2017: championne du monde et 2 petits globes

#### Entrée en matière chaotique
L'intersaison est mouvementée pour Gabriela Soukalova : popularité dans son pays et sollicitations accrues, mariage avec le joueur de badminton Petr Koukal, problèmes de santé au cours de l'été qui perturbent sa préparation physique. Gabriela Koukalová (désormais son nom marital) aborde la nouvelle saison dans l'incertitude et, prudente, limite ses objectifs, ambitionnant juste de remporter au moins un titre de championne du monde en février 2017.
La Coupe du Monde commence pour elle par une décevante 17e place sur l'Individuel à Oestersund, à cause de sept minutes de pénalité pour autant de fautes au tir alors qu'elle avait le meilleur temps réel de la course. Ce résultat marque la fin de sa série entamée le 8 mars 2015 à Kontiolahti qui l'aura vu participer à la totalité des 31 courses individuelles et se classer toujours dans le top 11. Elle se reprend avec un podium en sprint (0 faute) et une victoire à la poursuite (1 faute) devant sa principale rivale, Laura Dahlmeier, après avoir contrôlé la course dès la sortie du premier tir.
À Pokljuka, après une 7e place au sprint, elle rate la poursuite avec 5 fautes (26e place). Cependant, Gabriela Koukalová dédramatise sa contre-performance et donne rendez-vous à ses supporters le week-end suivant à Nove Mesto, sur la neige tchèque.

#### Consécration à Nove Mesto
L'épreuve de sprint commence bien pour Koukalová qui est meilleur temps intermédiaire avant le tir debout. Mais lors de cette séance, la pression est trop forte et le tir imprécis (trois erreurs). Koukalová chute dans la dernière descente et finit 13e. La poursuite du lendemain est à peine meilleure (8e place) avec 3 fautes au tir. L'ultime épreuve de l'année 2016 est la mass start que Gabriela Koukalová aborde avec confiance malgré ses contre-performances. Après une erreur à la seconde séance du tir couché, elle se replace parmi les premières avant de réussir parfaitement les passages au tir debout. Elle termine le dernier tour seule en tête. Elle déclarera après la course qu'elle venait de vivre devant son public la plus forte émotion de sa carrière. L'événement est suivi par plus d'un million de téléspectateurs tchèques qui se découvrent une nouvelle passion pour le biathlon. Cette victoire lui permet d'être 3e au classement général de la Coupe du monde derrière Laura Dahlmeier, solide leader, et Kaisa Makarainen.

#### Deuxième trimestre de haut niveau
Durant la trêve de fin d'année, Gabriela Koukalová est désignée par les journalistes tchèques 3e sportif de l'année, la première place revenant au judoka champion olympique à Rio, Lukas Krpalek. Elle commence l'année 2017 par une victoire, le 6 janvier à Oberhof, quatrième étape de la Coupe du monde 2016-2017, à l'arrivée du sprint 7,5 km avec zéro faute au tir et un des meilleurs temps à ski. Partie avec le dossard no 1, elle devance Kaisa Mäkäräinen deuxième et Marie Dorin-Habert troisième de respectivement 21 et 24 secondes. Reléguée à la deuxième place de la poursuite par Marie Dorin-Habert le lendemain, Gabriela Koukalová achève le week-end d'Obehorf par une nouvelle victoire en Mass Start, avec un 20/20 au tir et une confortable avance à l'arrivée. Laura Dahlmeier, qui avait fait le choix de ne pas participer aux autres courses à Oberhof, termine deuxième à plus de 30 secondes. Au classement de la Coupe du monde, Koukalová reprend le dossard jaune après avoir repris 120 points à Dahlmeier sur l'étape d'Oberhof. Les deux courses de Ruhpolding confirment le retour au premier plan de Koukalová qui se classe deuxième derrière Mäkäräinen au sprint et à la poursuite, et conforte sa première place de la coupe du Monde. Koukalová réalise la plus belle série de sa carrière (3 victoires, 3 deuxièmes places), engrangeant 342 points sur 360 possibles. Au cours des  précédentes éditions de la coupe du monde, seule Tora Berger avait fait mieux : 5 victoires et 1 deuxième place en 2011, 6 victoires et 2 deuxièmes places en 2013.
Les dernières épreuves avant les championnats du monde se déroulent à Antholz, station italienne qui, par le passé, n'a guère réussi à Gabriela Koukalová puisque son meilleur classement est une 7e place en 2016. L'épreuve de l'Individuel semble amplement confirmer cette malédiction car Koukalová est pénalisée de 6 minutes pour ses fautes au tir et n'obtient qu'une 24e place malgré le 2e temps en ski. Elle abandonne son dossard jaune à Dahlmeier qui remporte son deuxième Individuel de la saison. Deux jours plus tard, dès le début de la mass-start, Koukalová perd à deux reprises un bâton, est obligée d'effectuer un kilomètre avec un seul bâton et, après 2 erreurs au tir couché, pointe à la 19e place à la mi-course. Mais grâce à deux sans-faute au tir debout, elle se retrouve en tête dans le dernier tour. Elle n'a cependant pas la force de résister au retour des Allemandes Horchler et Dahlmeier qui la font rétrograder à la 3e place sur la ligne d'arrivée. Ce podium a cependant un goût de victoire pour Koukalová qui peut préparer en toute sérénité les championnats du monde d'Hochfilzen, station qu'elle apprécie tout particulièrement.

#### Championnats du monde 2017
Sa préparation pour les mondiaux est perturbée par une inflammation due à une écharde dans le pouce droit qui nécessite une petite intervention chirurgicale. Malgré cela, elle entame la compétition de belle manière dans le relais mixte où à la suite de Puskarcikova elle remonte son équipe de la 21e place à la 8e place, reprenant notamment 20 secondes à Laura Dahlmeier, la Tchéquie terminant finalement septième.
Le 10 février, l'épreuve du sprint commence par une bataille tactique : les Françaises, Wierer et Makarainen choisissent le premier groupe de départ, misant sur une piste peu détériorée, alors que les Allemandes choisissent le troisième groupe et les Tchèques et les Norvégiennes le dernier groupe, estimant que la fraîcheur de la soirée va durcir la piste et accélérer la glisse. Anaïs Chevalier prend les commandes avec son dossard 17 et un sans faute au tir. Il faut attendre le dossard 64 de Dahlmeier pour voir son temps amélioré de 20 secondes. Koukalová s'élance avec le dossard 96 et obtient les meilleurs temps intermédiaires en réussissant un sans-faute au tir. À la sortie du tir debout, elle possède 10 secondes d'avance sur Dahlmeier et conserve 4 secondes d'avance sur la ligne d'arrivée. Elle remporte la plus belle victoire de sa carrière, signant de surcroît le meilleur temps en ski. Elle confiera avoir senti que ses skis allaient de plus en plus vite tout au long de la course, validant le choix tactique initial. Ce titre, attendu depuis 4 ans, la confirme dans la catégorie des très grandes championnes de la discipline.
Deux jours plus tard sur la poursuite, au coude à coude avec Dahlmeier lors du premier tir couché, Koukalová subit un incident assez rare : la culasse de sa carabine se bloque refusant d'expulser par deux fois les douilles et lui faisant commettre deux fautes, ce qui lui fait perdre environ une minute quinze secondes et hypothèque sérieusement ses chances. Néanmoins, Koukalová s'accroche et remonte, malgré une nouvelle faute sur le premier tir debout, de la 13e place à la 4e place avant la dernière séance de tir. Son dernier tir est sans-faute et lui permet de conquérir la médaille de bronze derrière Dahlmeier et Domracheva. Cette course marque le début de la domination de Dahlmeier dans ces championnats du monde 2017.
Le 15 février, Koukalová se présente sans beaucoup de repères au départ de l'Individuel, ayant déçu lors des épreuves d'Oestersund et d'Antholz. Avec le dossard 51, elle est la première des grandes favorites à s'élancer et commet une faute dès la première séance. Sa glisse efficace lui permet de préserver ses chances de victoire, d'autant qu'elle enchaîne les sans-faute dans les trois séances suivantes. À l'arrivée, elle dépasse d'une minute 30 secondes le meilleur temps détenu par la Finlandaise Laukkanen. Tout comme Koukalová, Dahlmeier commet une faute lors du premier tir couché. Elle creuse petit à petit l'écart sur Koukalová, d'autant qu'elle réalise, comme elle, un sans-faute dans les trois dernières séances de tir. Sur la ligne d'arrivée, 24 secondes séparent les deux championnes, reléguant les autres favorites à plus de 3 minutes. Cette belle médaille d'argent vient compléter la collection de médailles de Koukalová qui conquiert ainsi les trois métaux précieux.
Malgré la fatigue accumulée lors des 4 épreuves précédentes, Gabriela Koukalová et Laura Dahlmeier, victime d'un petit malaise après l'Individuel, ne se dérobent pas lors du relais féminin. En tant que finisseuse de l'équipe tchèque, Koukalová prend le relais en 5e position à 29 secondes de l'Allemagne. Elle effectue un beau parcours, réalisant un sans-faute et reprenant 15 secondes à Dahlmeier, mais échoue au pied du podium, 6 secondes derrière la France.
Le 19 février, la mass start, dernière épreuve des championnats, est très disputée puisque sept biathlètes se tiennent en 10 secondes après les deux séances de tir couché. Avant la dernière séance de tir, elles sont encore 4 à pouvoir prétendre au titre : Koukalová, Dahlmeier, Dorin-Habert et Dunklee. Koukalová échoue à son avant-dernière balle et laisse partir Dahlmeier, qui va conquérir son 3e titre individuel, et l'Américaine Dunklee. Koukalová semble en route pour la médaille de bronze mais elle se fait déborder dans la dernière montée par Kaisa Mäkäräinen revenue de l'arrière. Elle hérite de la 4e place pour la septième fois de sa carrière dans une épreuve de championnat du monde ou des jeux olympiques.
Le bilan global des mondiaux pour Gabriela Koukalová est positif, mais cependant éclipsé par la réussite de Laura Dahlmeier qui décroche 5 titres, avec notamment un taux de 97 % de réussite aux tirs dans les épreuves individuelles (2 fautes contre 5 pour Koukalová). Au classement de la coupe du monde, Koukalová accuse sur Dahlmeier un retard de 46 points qui ne paraît cependant pas insurmontable, étant donné qu'il reste 7 épreuves à disputer. Tout se jouera entre elles sur leur capacité de récupération et sur leur régularité dans la concentration.

#### Fin de saison
Dans l'étape coréenne de Pyongchang, l'équipe tchèque arrive avec 48 h de retard sur les autres délégations. Koukalová ne termine que 21e du sprint et 8e de la poursuite, alors que Dahlmeier accumule les victoires. Cette mauvaise performance réduit un peu plus les chances de la Tchèque de conserver le grand globe. La semaine suivante, l'étape de Kontiolahti confirme cet essoufflement de Koukalová qui est désormais devancée par Dahlmeier dans tous les classements par spécialité.
L'étape finale se déroule à Oslo. Avant le départ du sprint, Koukalová apparaît souriante et détendue, n'ayant plus de pression particulière. Elle obtient une honorable 4e place qui lui permet, à la surprise générale, de ravir le globe de la spécialité à Dahlmeier, victime pour la première fois de la saison d'une défaillance à la fois au tir et sur les skis. Galvanisée par l'acquisition de ce trophée, Koukalová effectue un sans-faute sur la poursuite qui la propulse sur le podium derrière Laukkanen. La mass-start finale revêt un intérêt particulier : seulement 11 points séparent Dahlmeier de Koukalová pour l'attribution du globe de la spécialité. Dès le départ, Gabriela Koukalová reste aux avant-postes tandis que Dahlmeier commet deux fautes aux tirs couchés et ne parvient pas à combler son retard sur les skis. Avec un 19/20 au tir, Koukalová s'adjuge la 2e place et devance nettement Dahlmeier qui termine, épuisée, à la 9e place. Elle parachève ainsi la saison avec un ultime globe.

#### Bilan
Les performances de la saison ont atteint le niveau de la saison précédente, malgré la redoutable concurrence de Laura Dahlmeier. Sur la saison, Koukalová a fait quasiment jeu égal avec Dahlmeier, sauf en Individuel où l'allemande a construit sa victoire pour le grand globe. La précision des tirs a été inférieure à celle de la saison 2015/16 (48 fautes contre 31), mais les progrès en glisse ont souvent compensé ce handicap.
Après Forsberg (2001 et 2002) et Domracheva (2011 et 2012), elle devient la troisième biathlète à réussir à gagner le petit globe de mass-start deux ans de suite.
Après Poirée (2004) et Neuner (2011 et 2012), elle est la troisième biathlète à réaliser le doublé titre mondial / petit globe de coupe du monde du sprint la même année.
Koukalová est la plus performante sur les deux dernières saisons avec 2257 points devançant Dahlmeier (1997 points) et Dorin-Habert (1901 points), ainsi que les sur les trois dernières saisons (3019 points) devant Mäkärainen (2953 points) et Dahlmeier (2722 points).
Au palmarès de toutes les éditions de la coupe du monde depuis sa création, elle occupe en 2017 la 6e place avec 7 globes remportés.
Au palmarès des vainqueurs d'épreuves de coupe du monde, elle occupe en 2017 la 12e place avec 17 victoires.

### 2017-2018: fin de carrière
Un programme d'entraînement spécifique est élaboré à l'intersaison par les entraîneurs tchèques avec comme objectif principal une forme optimale pour les biathlètes lors des Jeux de Pyeongchang. Mais dès le mois de juin 2017, des premiers soucis aux mollets apparaissent pour Gabriela Koukalová. Elle est handicapée par des douleurs qui l'empêchent de suivre le programme prévu pour elle. Ces douleurs semblent provenir des sollicitations au niveau du tendon d'Achille transmises jusqu'au mollet. Aucun traitement ne s'avère efficace et Koukalová se voit dans l'obligation de déclarer forfait pour le début de la saison de Coupe du monde. Des doutes sont même émis concernant sa participation aux Jeux olympiques s'il n'y a pas d'améliorations notables avant les fêtes de Noël. Ceux-ci sont confirmés le 12 janvier 2018 avec un communiqué de la fédération tchèque de biathlon annonçant son forfait pour toute la saison et donc les Jeux olympiques. En avril 2018, elle explique en avoir probablement « fini avec le sport » ajoutant qu'elle ne « reviendra jamais en équipe nationale ». Gabriela Koukalová laisse la porte ouverte à un hypothétique retour, et s'il a lieu, « uniquement dans une structure privée ».
Enfin, le 28 mai 2019, quelques jours après Laura Dahlmeier, Gabriela Koukalová confirme à son tour sa retraite définitive du biathlon, à l'âge de 29 ans. « Ma décision est prise, je mets un terme définitif à ma carrière. La décision n'est pas facile car le biathlon faisait partie intégrante de ma vie. Je vais me souvenir, pour toujours, de tous les bons moments », dit-elle au moment d'annoncer sa retraite sportive. « Je suis convaincue qu’il est temps de passer à une autre étape et j’ai terriblement hâte ». S'arrêtant sur un palmarès de 17 victoires en Coupe du monde, un gros globe gagné en 2016, six petits globes, deux titres de championne du monde et trois médailles olympiques, elle a disputé sa dernière course à Olso-Holmenkollen le 17 mars 2017.

## Palmarès

### Jeux olympiques d'hiver
| Épreuve / Édition              | Individuel | Sprint | Poursuite | Mass start                         | Relais                              | Relais mixte                       |
| Jeux olympiques 2010 Vancouver | 59e        | —      | —         | —                                  | 15e                                 | Épreuve inexistante à cette date   |
| Jeux olympiques 2014 Sotchi    | 4e         | 28e    | 4e        | Médaille d'argent, Jeux olympiques | Médaille de bronze, Jeux olympiques | Médaille d'argent, Jeux olympiques |

Légende :
- : première place, médaille d'or
- : deuxième place, médaille d'argent
- : troisième place, médaille de bronze
- : pas d'épreuve
- — : Non disputée par Koukalová

### Championnats du monde
| Mondiaux \ Épreuve   | Individuel                   | Sprint                       | Poursuite                    | Mass start                   | Relais                       | Relais mixte              |
| 2010 Khanty-Mansiïsk | Jeux olympiques de Vancouver | Jeux olympiques de Vancouver | Jeux olympiques de Vancouver | Jeux olympiques de Vancouver | Jeux olympiques de Vancouver | 7e                        |
| 2011 Khanty-Mansiïsk | 46e                          | 24e                          | 21e                          | —                            | 11e                          | 11e                       |
| 2013 Nové Město      | 12e                          | 14e                          | 20e                          | 18e                          | 10e                          | Médaille de bronze, monde |
| 2015 Kontiolahti     | Médaille d'argent, monde     | 18e                          | 5e                           | 5e                           | 7e                           | Médaille d'or, monde      |
| 2016 Holmenkollen    | 5e                           | 4e                           | 11e                          | 4e                           | 6e                           | 6e                        |
| 2017 Hochfilzen      | Médaille d'argent, monde     | Médaille d'or, monde         | Médaille de bronze, monde    | 4e                           | 4e                           | 7e                        |

Légende :
- : première place, médaille d'or
- : deuxième place, médaille d'argent
- : troisième place, médaille de bronze
- : pas d'épreuve
- — : Non disputée par Koukalová

### Coupe du monde
- 1 gros globe de cristal en 2016.
- 6 petits globes de cristal :
  - Vainqueur du classement de l'Individuel en 2014.
  - Vainqueur du classement du sprint en 2016 et 2017.
  - Vainqueur du classement de la poursuite en 2016.
  - Vainqueur du classement de la mass start en 2016 et 2017.
- 56 podiums[25] :
  - 39 podiums individuels : 17 victoires, 14 deuxièmes places et 8 troisièmes places.
  - 10 podiums en relais : 4 victoires, 2 deuxièmes places et 4 troisièmes places.
  - 7 podiums en relais mixte : 2 victoires, 3 deuxièmes places et 3 troisièmes places.

#### Détail des victoires
| Saison \ Épreuve | Individuel           | Sprint                            | Poursuite       | Mass start         | Total |
| 2012-2013        |                      | Pokljuka Khanty-Mansiïsk          | Khanty-Mansiïsk | Khanty-Mansiïsk    | 4     |
| 2013-2014        | Östersund Ruhpolding |                                   | Ruhpolding      |                    | 3     |
| 2014-2015        |                      | Pokljuka                          |                 |                    | 1     |
| 2015-2016        |                      | Östersund Presque Isle            | Presque Isle    | Ruhpolding         | 4     |
| 2016-2017        |                      | Oberhof Hochfilzen (Ch. du monde) | Östersund       | Nové Město Oberhof | 5     |
| Total            | 2                    | 7                                 | 4               | 4                  | 17    |

#### Classements détaillés
| Saison    | Individuel | Individuel | Individuel | Sprint  | Sprint | Sprint   | Poursuite | Poursuite | Poursuite | Mass start | Mass start | Mass start | Général | Général | Général  |
| Saison    | Courses    | Points     | Position   | Courses | Points | Position | Courses   | Points    | Position  | Courses    | Points     | Position   | Courses | Points  | Position |
| --------- | ---------- | ---------- | ---------- | ------- | ------ | -------- | --------- | --------- | --------- | ---------- | ---------- | ---------- | ------- | ------- | -------- |
| 2009-2010 | 1          | -          | nc         | 4       | -      | nc       | 1         | -         | nc        |            |            |            | 6/25    | -       | nc       |
| 2010-2011 | 1/4        | -          | nc         | 2/10    | 16     | 66e      | 2/7       | 19        | 59e       | 0/5        |            |            | 5/26    | 35      | 68e      |
| 2011-2012 | 1/3        | -          | nc         | 2/10    | -      | nc       | 1/8       | 4         | 72e       | 0/5        |            |            | 4/26    | 4       | 93e      |
| 2012-2013 | 3/3        | 94         | 7e         | 9/10    | 313    | 6e       | 7/8       | 227       | 8e        | 5/5        | 166        | 7e         | 24/26   | 800     | 6e       |
| 2013-2014 | 2/2        | 120        | 1re        | 8/9     | 238    | 5e       | 6/8       | 203       | 10e       | 2/3        | 52         | 22e        | 18/22   | 613     | 5e       |
| 2014-2015 | 3/3        | 86         | 6e         | 10/10   | 281    | 9e       | 7/7       | 195       | 7e        | 5/5        | 200        | 4e         | 25/25   | 752     | 6e       |
| 2015-2016 | 3/3        | 128        | 3e         | 9/9     | 413    | 1re      | 8/8       | 354       | 1re       | 5/5        | 241        | 1re        | 25/25   | 1074    | 1re      |
| 2016-2017 | 3/3        | 95         | 3e         | 9/9     | 377    | 1re      | 9/9       | 384       | 2e        | 5/5        | 265        | 1re        | 26/26   | 1089    | 2e       |

#### Bilan des résultats
| Résultat       | Individuel | Sprint | Poursuite | Mass-start | Relais (fém. & mixte) | Total |
| -------------- | ---------- | ------ | --------- | ---------- | --------------------- | ----- |
| 1re place      | 2          | 7      | 4         | 4          | 6                     | 23    |
| 2e place       | 2          | 3      | 5         | 4          | 5                     | 19    |
| 3e place       | 1          | 2      | 2         | 3          | 7                     | 15    |
| Top 10         | 6          | 15     | 13        | 7          | 18                    | 59    |
| Participations | 16         | 53     | 41        | 22         | 36                    | 168   |

#### Statistiques sur les tirs
| Saison    | Ratios tirs réussis sur tirs tentés | Pourcentage de réussite |
| --------- | ----------------------------------- | ----------------------- |
| 2012-2013 | 392 / 460                           | 85 %                    |
| 2013-2014 | 356 / 412                           | 86 %                    |
| 2014-2015 | 430 / 494                           | 87 %                    |
| 2015-2016 | 449 / 488                           | 92 %                    |
| 2016-2017 | 462 / 525                           | 88 %                    |

### Championnats d'Europe
- Médaille d'argent du sprint en 2011 à Ridnaun-Val Ridanna (moins de 26 ans).

### Championnats du monde junior
Gabriela Soukalová a participé à trois éditions des Championnats du monde junior. Elle a remporté une seule médaille : un titre en relais en 2009.
| Mondiaux \ Épreuve                | Individuel | Sprint | Poursuite | Relais                           |
| --------------------------------- | ---------- | ------ | --------- | -------------------------------- |
| 2008 (catégorie jeune) Ruhpolding | 36e        | 37e    | 22e       | Épreuve inexistante à cette date |
| 2009 Canmore                      | 8e         | 15e    | 15e       | Médaille d'or                    |
| 2010 Torsby                       | 13e        | 14e    | 10e       | 8e                               |

### Championnats du monde de biathlon d'été
- Médaille d'or du relais mixte en 2014 à Tioumen.